# Marco Rodríguez (attore)
Marco Rodríguez (Los Angeles, 10 luglio 1953) è un attore statunitense.

## Biografia e vita privata
È nato il 10 luglio 1953 a Los Angeles; ha frequentato l'University of Southern California dove ha conseguito il diploma in arti teatrali; ha cominciato la sua carriera come attore recitando in molti spettacoli teatrali ed in seguito ha fondato la The East Los Angeles Classic Theatre, organizzazione teatrale dedicata ai giovani che vogliono intraprendere la carriera nel mondo della recitazione; nel 1998 ha fondato la Dejando Huellas che organizza corsi teatrali bilingue sia in inglese che spagnolo rivolta soprattutto alla popolazione ispanica americana; inoltre dal 2007 è docente di recitazione in una compagnia teatrale di Los Angeles, la About Company; l'attore non è sposato e non ha figli.

## Carriera
Rodriguez ha recitato in ruoli di supporto in diversi film spesso d'azione e thriller molto frequentemente come antagonista di turno, scagnozzo o poliziotto; da ricordare tra i suoi ruoli più famosi  il poliziesco Cobra (1986) accanto a Sylvester Stallone,  il film d'azione fantascientifico Il corvo - The Crow (1994) con Brandon Lee, il film d'azione Il risolutore (2003) con Vin Diesel, il drammatico La casa di sabbia e nebbia (2003) con Ben Kingsley, il drammatico Million Dollar Baby (2004) con Hilary Swank, e i film western C'era una volta a... Hollywood (2019) con Leonardo di Caprio, e Cry Macho - Ritorno a casa (2021) accanto a Clint Eastwood.

## Filmografia parziale

### Cinema
- Baltimore Bullet, regia di Robert Ellis Miller (1980)
- Zoot Suit, regia di Luis Valdez (1981)
- Cobra, regia di George Pan Cosmatos (1986)
- Ricercati: ufficialmente morti (Extreme Prejudice), regia di Walter Hill (1987)
- Disorderlies, regia di Michael Schultz (1987)
- Tripwire: sul filo del rasoio (Tripwire), regia di James Lemmo (1989)
- Affari sporchi (Internal Affairs), regia di Mike Figgis (1990)
- Maniac Cop - Il poliziotto maniaco (Maniac Cop 2), regia di William Lustig (1990)
- La recluta (The Rookie), regia di Clint Eastwood (1990)
- Street Knight - Il cavaliere della strada (Street Knight), regia di Albert Magnoli (1993)
- Il corvo - The Crow (The Crow), regia di Alex Proyas (1994)
- Serial Killer, regia di Pierre David (1995)
- Pensieri spericolati (High School High), regia di Hart Bochner (1996)
- Black dawn - Alba nera (Black Dawn), regia di John De Bello (1997)
- La base (The Base), regia di Mark L. Lester (1999)
- Mamma mi sono persa il fratellino! (My Brother the Pig), regia di Erik Fleming (1999)
- Unspeakable, regia di Thomas J. Wright (2002)
- Il risolutore (A Man Apart), regia di F. Gary Gray (2003)
- La casa di sabbia e nebbia (House of Sand and Fog), regia di Vadim Perelman (2003)
- La casa dei massacri (Toolbox Murders), regia di Tobe Hooper (2004)
- Million Dollar Baby, regia di Clint Eastwood (2004)
- Fast & Furious - Solo parti originali (Fast & Furious), regia di Justin Lin (2009)
- Parto col folle (Due Date), regia di Todd Phillips (2010)
- L'ultima speranza (Final Sale), regia di Andrew C. Erin (2011)
- Lo sciacallo - Nightcrawler (Nightcrawler), regia di Andrew C. Erin (2014)
- C'era una volta a... Hollywood (Once Upon a Time in... Hollywood), regia di Quentin Tarantino (2019)
- Velvet Buzzsaw, regia di Dan Gilroy (2019)
- Cry Macho - Ritorno a casa (Cry Macho), regia di Clint Eastwood (2021)

### Televisione
- Tragica scommessa (Killer Instinct), regia di Waris Hussein – film TV (1988)
- Star Trek: The Next Generation – serie TV, episodio 1x21 (1988)
- E.R. - Medici in prima linea (ER) – serie TV, 1 episodio (1995)
- Cold Case - Delitti irrisolti (Cold Case) – serie TV, episodi 1x10-3x15 (2003-2006)
- Desperate Housewives – serie TV, 1 episodio (2011)
- Castle – serie TV, episodio 8x20 (2016)
- Inhumans – serie TV, episodi 1x01-1x02-1x03 (2017)
- Presunto innocente (Presumed Innocent) – serie TV, episodi 1x04-1x05-1x07 (2024)

## Doppiatori italiani
Nelle versioni in italiano delle opere in cui ha recitato, Marco Rodríguez è stato doppiato da:
- Eugenio Marinelli in Ricercati: ufficialmente morti, Parto col folle, Castle
- Antonio Sanna in Star Trek: The Next Generation, Cold Case - Delitti irrisolti (ep. 3x15)
- Massimo De Ambrosis in Frasier, The Mentalist
- Stefano Benassi in Velvet Buzzsaw, The Terminal List
- Mauro Gravina in La legge di McClain
- Paolo Bessegato in Disorderlies
- Danilo De Girolamo ne Il corvo - The crow
- Nino Prester in Pensieri spericolati
- Sandro Sardone ne Il risolutore
- Paolo Maria Scalondro in Cold Case - Delitti irrisolti (ep. 1x10)
- Edoardo Siravo in Chuck
- Vladimiro Conti in Desperate Housewives
- Gerolamo Alchieri in Inhumans
- Davide Marzi in Regina del sud
- Diego Suarez in C'era una volta a... Hollywood
- Massimiliano Lotti in Into the Dark